# Gammelsø Mose
Gammelsø Mose er et, ved et opført havdige inddæmmet, tørlagt og dyrket areal i den nordvestlige del af Elmelunde Sogn på Møn. Området gennemskæres af en å og afvandingskanal. Lokaliteten afgrænses delvis  mod nord af markvejen (cykelrute 58) nær Møns nordkyst, mod vest af Klostervej, mod syd af skovene Ridefoged Lukke og Spejlsby Skov og mod øst af Oregårdsvej. 
|  | Denne artikel om lokaliteten Gammelsø Mose kan blive bedre, hvis der indsættes et (bedre) billede. Du kan hjælpe ved at afsøge Wikimedia Commons for et passende billede eller lægge et op på Wikimedia Commons med en af de tilladte licenser og indsætte det i artiklen. |

55°01′20″N 12°21′05″Ø / 55.0222°N 12.3515°Ø